# Elecciones federales de México de 2021 en Colima
Elecciones federales de México de 2021 en Colima.
Las elecciones federales de México de 2021 en Colima se llevaron a cabo el domingo 6 de junio de 2021, y en ellas se renovaron los siguientes cargos de elección popular:
- 2 diputados federales. Miembros de la cámara baja del Congreso de la Unión. Veinticuatro elegidos por mayoría simple. Todos ellos electos para un periodo de tres años a partir del 1 de agosto de 2021 con la posibilidad de reelección por hasta tres periodos adicionales.

## Resultados electorales

### Diputados federales por Colima

#### Diputados electos
- Resultados en negrita indican ganancia de partido.

| Distrito | Candidato                  | Partido | Partido | Resultado | Margen  |
| -------- | -------------------------- | ------- | ------- | --------- | ------- |
| 1        | Riult Rivera Gutiérrez     |         |         | Electo    | 2.45 %  |
| 2        | Rosa María Bayardo Cabrera |         |         | Reelecta  | 11.51 % |

#### Resultados
|  | 30.71 % |

|  | 16.91 % |

|  | 14.53 % |

|  | 12.87 % |

|  | 11.11 % |

|  | 3.21 % |

|  | 3.09 % |

|  | 2.45 % |

|  | 1.14 % |

|  | 1.05 % |

|  | 2.83 % |

|  | 0.10 % |

|  | 100 % |

|  | 53.51 % |

## Resultados por distrito electoral

### Distrito 1. Colima
|  | 30.52 % |

|  | 28.07 % |

|  | 17.68 % |

|  | 12.37 % |

|  | 2.78 % |

|  | 2.42 % |

|  | 2.22 % |

|  | 1.04 % |

|  | 2.82 % |

|  | 0.09 % |

|  | 100 % |

|  | 55.26 % |

### Distrito 2. Manzanillo
|  | 33.91 % |

|  | 22.27 % |

|  | 22.40 % |

|  | 7.06 % |

|  | 4.13 % |

|  | 3.73 % |

|  | 2.49 % |

|  | 1.07 % |

|  | 2.81 % |

|  | 0.11 % |

|  | 100 % |

|  | 50.68 % |